# 博福伊嶺
60°38′S 45°33′W / 60.633°S 45.550°W
博福伊嶺（英語：Beaufoy Ridge）是南極洲的山嶺，位於南奧克尼群島的科羅內申島南岸，處於森夏恩冰川西岸，最高點海拔高度650米，現時由南極條約體系管理。